# Ada Sari

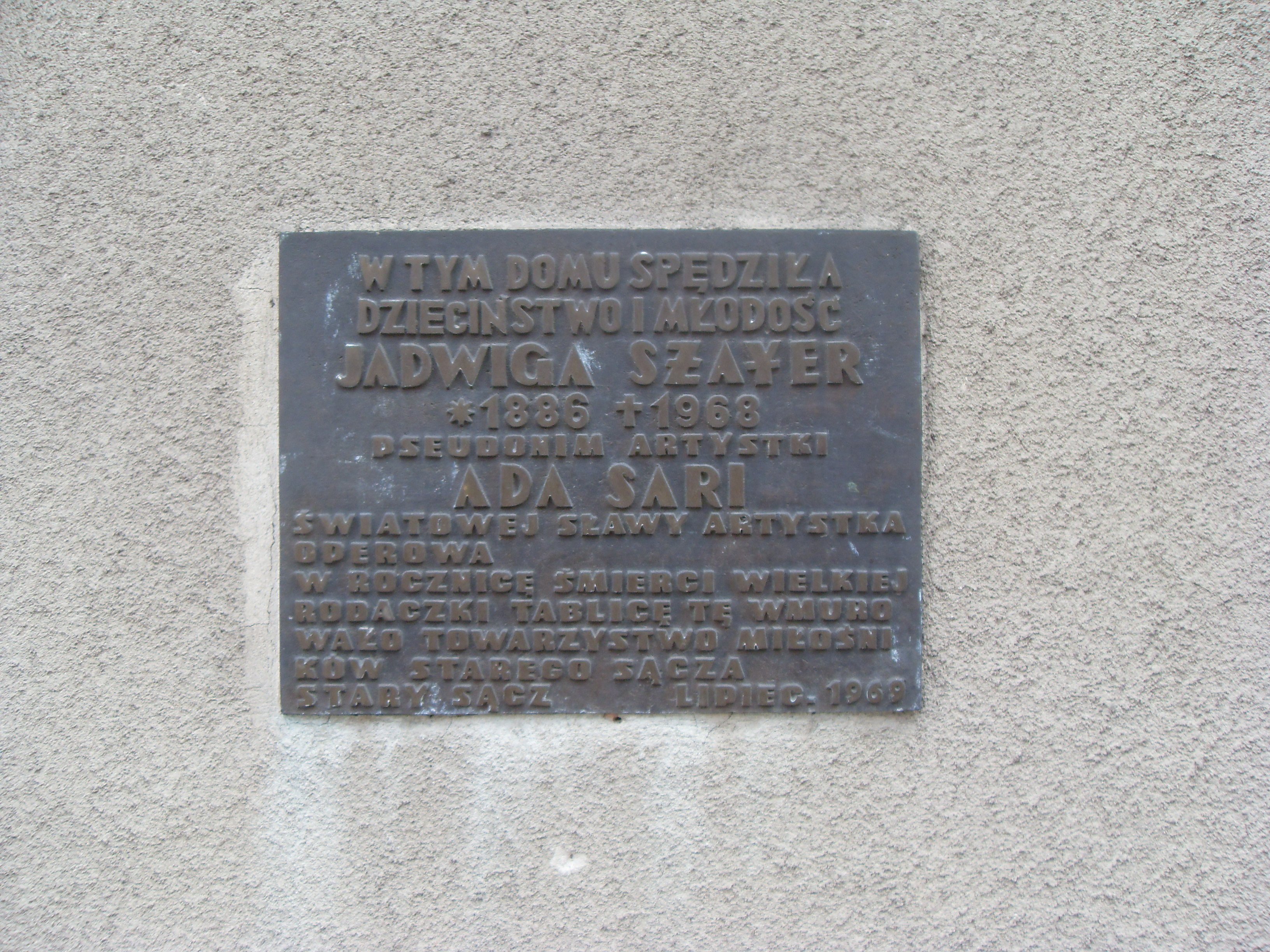
Tablica pamiątkowa na domu Ady Sari w Starym Sączu

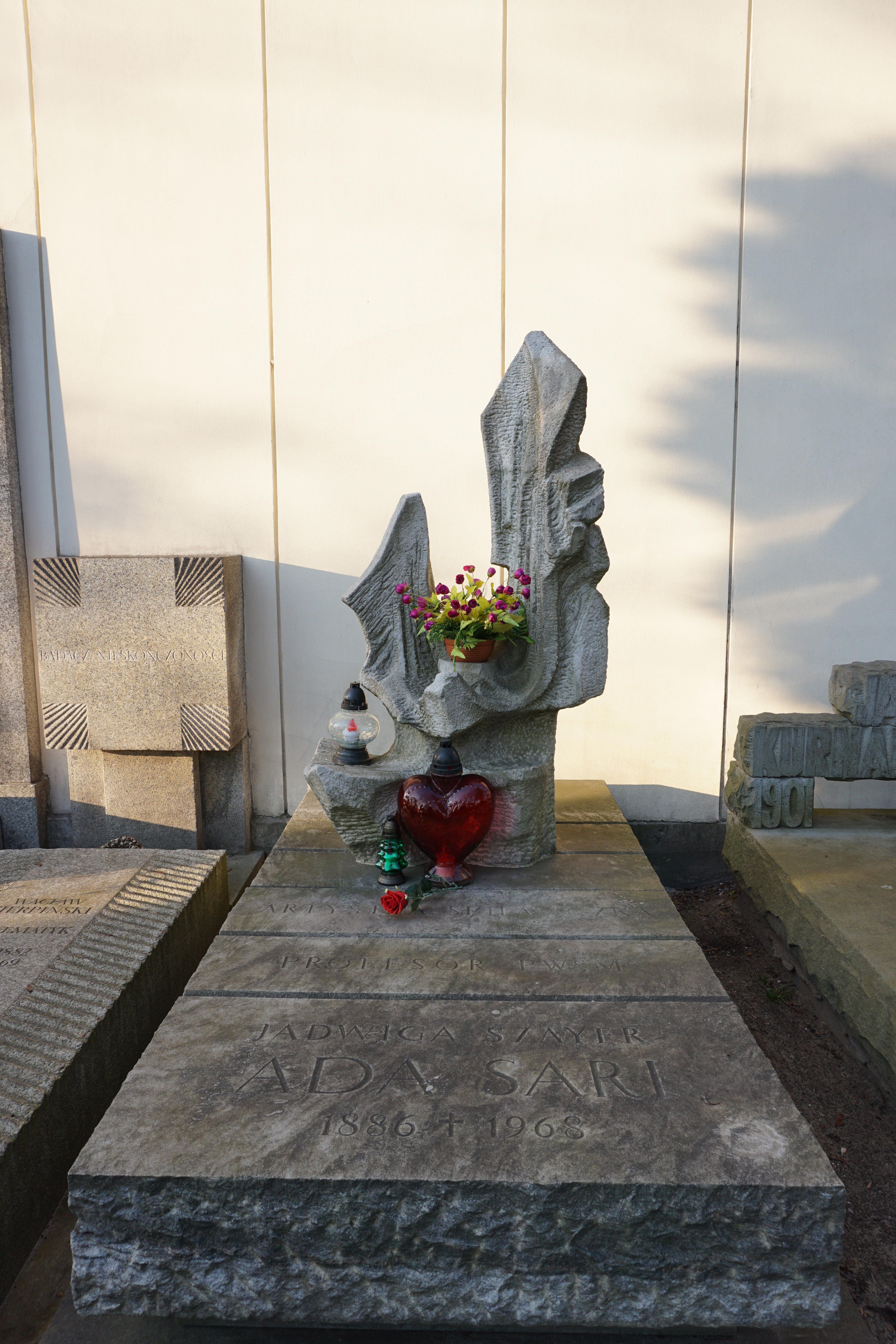
Grób Ady Sari na cmentarzu Powązkowskim w Warszawie

Ada Sari, właśc. Jadwiga Szayer (ur. 29 czerwca 1886 w Wadowicach, zm. 12 lipca 1968 w Aleksandrowie Kujawskim) – polska śpiewaczka operowa, sopran koloraturowy, aktorka, pedagożka.

## Życiorys
Jadwiga Leontyna urodziła się w rodzinie adwokata Edwarda Scheuera i Franciszki z Chybińskich. Gdy miała trzy lata, jej ojciec zmienił nazwisko na Szayer i przeniósł się wraz z rodziną do Starego Sącza, gdzie otworzył kancelarię adwokacką, a wkrótce został burmistrzem i pełnił tę funkcję przez siedemnaście lat.
Po ukończeniu podstawowej edukacji studiowała śpiew w gimnazjum w Cieszynie i muzykę na pensji sióstr Bożej Miłości w Krakowie. W latach 1905–1907 kształciła śpiew w Prywatnej Szkole Muzycznej hrabiny Pizzamano w Wiedniu. W latach 1907–1909 kontynuowała naukę śpiewu w Mediolanie. Występowała w teatrze w Rzymie, a następnie na największych scenach operowych świata (La Scala w Mediolanie, Carnegie Hall w Nowym Jorku), podobnie jak jej przyjaciółka Stanisława Zawadzka. Odbyła tournée po świecie. Miała repertuar złożony z najwybitniejszych oper świata. Śpiewała największe partie koloraturowe.
Podczas II wojny światowej mieszkała w Warszawie, założyła własne studio operowe i poświęciła się pracy pedagogicznej. Jej uczennicami były Halina Mickiewiczówna de Larzac, Bogna Sokorska, Urszula Trawińska-Moroz, Nina Stano, Maria Fołtyn, Zdzisława Donat, Lidia Kłobucka.
Po wojnie na krótko wróciła na scenę operową, ale przede wszystkim uczyła młodych, najpierw w Konserwatorium Krakowskim (1946–1947). W 1947 wróciła do Warszawy, gdzie otworzyła klasę śpiewu w stołecznej Państwowej Wyższej Szkole Muzycznej (uzyskała tytuł profesora nadzwyczajnego), a także uczyła w Średniej Szkole Muzycznej nr 1.
Została pochowana na cmentarzu Powązkowskim (kwatera: Aleja Zasłużonych-1-154).

## Ordery i odznaczenia
- Order Sztandaru Pracy II klasy (1960)[6]
- Krzyż Komandorski Orderu Odrodzenia Polski (1953)[6]
- Krzyż Kawalerski Orderu Odrodzenia Polski (9 listopada 1932)[7]
- Złoty Krzyż Zasługi (11 lipca 1955)[8]
- Medal 10-lecia Polski Ludowej (19 stycznia 1955)[9]

## Upamiętnienie
Od 1985 w Nowym Sączu odbywa się Międzynarodowy Festiwal i Konkurs Sztuki Wokalnej im. Ady Sari, którego organizatorem jest Małopolskie Centrum Kultury „Sokół”.
9 lutego 1990 Poczta Polska wydała znaczek z podobizną Ady Sari o nominale 350 złotych, w ramach serii o sławnych śpiewakach. Autorem całości był artysta grafik Michał Piekarski.